# Frans Brands
Frans Brands (Berendrecht, 31 maggio 1940 – Blankenberge, 9 febbraio 2008) è stato un ciclista su strada belga.
Professionista tra il 1961 ed il 1972, conta la vittoria di una tappa al Giro d'Italia e al Tour de France.

## Carriera
Nel 1963 vinse una tappa al Critérium du Dauphiné, una al Tour de France e una alla Volta a Catalunya. Vinse una tappa al Giro d'Italia e il Nationale Sluitingsprijs nel 1965, il Giro del Lussemburgo nel 1967 (con una vittoria di tappa), la Nokere Koerse e il Nationale Sluitingsprijs nel 1968.

## Palmarès
- 1963

6ª tappa, 2ª semitappa Critérium du Dauphiné Libéré
18ª tappa Tour de France (Chamonix > Lons-le-Saunier)
2ª tappa Volta a Catalunya (Calella > Lloret de Mar)
- 1964

München-Zürich
6ª tappa Volta a Portugal
10ª tappa Volta a Portugal
G.P. Stad Vilvoorde
Omloop Hageland-Zuiderkempen (G.P. Betekom)
- 1965

8ª tappa Giro d'Italia (Maratea > Catanzaro)
Nationale Sluitingsprijs (Putte-Kapellen)
- 1966

Omloop van West-Brabant
Polder-Kempen
- 1967

Omloop der Drie Provinciën (Avelgem)
De Pinte
1ª tappa Tour de Luxembourg (Lussemburgo > Belair)
Classifica generale Tour de Luxembourg
- 1968

Nokere Koerse
Nationale Sluitingsprijs (Putte-Kapellen)
- 1970

Sint-Kwintens-Lennik

### Altri successi
- 1961

Kermesse di Strombeek-Bever
Criterium di Londerzeel
Kermesse di Rummen
- 1962

Kermesse di Berendrecht
- 1964

Criterium di Plonéour-Lanvern
Criterium di Sint-Amandsberg
Criterium di Zellik
Criterium di Kapellen
- 1965

Classifica scalatori Tour de Luxembourg
Criterium di Roosendaal
Criterium di Stabroek
Criterium di Sint-Lenaarts
Criterium di Bilzen
Criterium di Ossendrecht
- 1966

Criterium di Visé
Criterium di Essen
- 1967

Classifica scalatori Tour de Luxembourg
Criterium di Auvelais
- 1968

Criterium di Herenthout
Criterium di Oud-Turnhout
Criterium di Buggenhout
- 1969

Kermesse di Mortsel
Criterium di Houtem
- 1970

Kermesse di Belsele-Puivelde
Kermesse di Wilrijk
- 1971

Criterium di Anversa

## Piazzamenti

### Grandi Giri
- Giro d'Italia

1964: ritirato
1965: 15º
1967: 28º
1968: ritirato
- Tour de France

1963: 25º
1964: 70º
1965: 8º
1966: 33º
1967: 13º
1968: 34º

### Classiche monumento
- Milano-Sanremo

1963: 71º
1964: 67º
1966: 99º
- Parigi-Roubaix

1963: 19º
1966: 17º
1968: 11º
- Liegi-Bastogne-Liegi

1968: 28º
- Giro delle Fiandre

1964: 29º
1967: 33º